# Рапа (Горж)
Рапа (рум. Râpa) насеље је у Румунији у округу Горж у општини Мотру. Oпштина се налази на надморској висини од 201 m.

## Становништво
Према подацима из 2011. године у насељу је живело 421 становника.